# Centaurium cachanlahuen
Centaurium cachanlahuen är en gentianaväxtart som först beskrevs av Juan Ignacio Molina, och fick sitt nu gällande namn av Benjamin Lincoln Robinson. Centaurium cachanlahuen ingår i släktet aruner, och familjen gentianaväxter. Inga underarter finns listade i Catalogue of Life.